# Mellem Nejsig
Mellem Nejsig ligger i Øster Hassing Sogn, Kær Herred, Ålborg Amt, Hals Kommune. Hovedbygningen er opført i 1836
Mellem Nejsig Gods er på 153 hektar med Knoldgård

## Ejere af Mellem Nejsig
- (1836-1866) Forskellige Ejere
- (1866-1880) Søren Christensen
- (1880-1895) Jens Andersen
- (1895-1902) Enke Fru Andersen
- (1902-1906) Otto L. Eriksen
- (1906-1936) Enke Fru Christine Eriksen
- (1936-1986) Slægten Eriksen
- (1986-) Søren Peter Eriksen